# 드미트리 쇼킨
드미트리 알렉산드로비치 쇼킨(우즈베크어: Dmitriy Aleksandrovich Shokin, 러시아어: Дми́трий Алекса́ндрович Шо́кин, 1992년 5월 30일 ~ )은 우즈베키스탄의 태권도 선수이다. 2015년 세계 태권도 선수권 대회에서 우승을 하였으며, 2016년 하계 올림픽에 우즈베키스탄 국가대표로 참가하였다.